# 周庄街道
周庄街道，是中华人民共和国河北省邢台市沙河市下辖的一个乡镇级行政单位。

## 行政区划
周庄街道下辖以下地区：
周庄村、冀庄村、八里庄村、姚庄村、韩庄村、高庙村、淮庄村、毛庄村、老庄村、张庄村、申庄村、东南庄村、王庄村、河北庄村、竺村和刘庄村。